# Cal Birrotes
Cal Birrotes o Casa Birrotes és una casa de Torà, a la comarca del Solsonès, inclosa a l'Inventari del Patrimoni Arquitectònic de Catalunya. Casa cantonera que s'ubica quasi al final de l'avinguda de Solsona.

## Descripció
Edifici de tres plantes que destaca per les seves formes ondulants i la galeria que presenta.

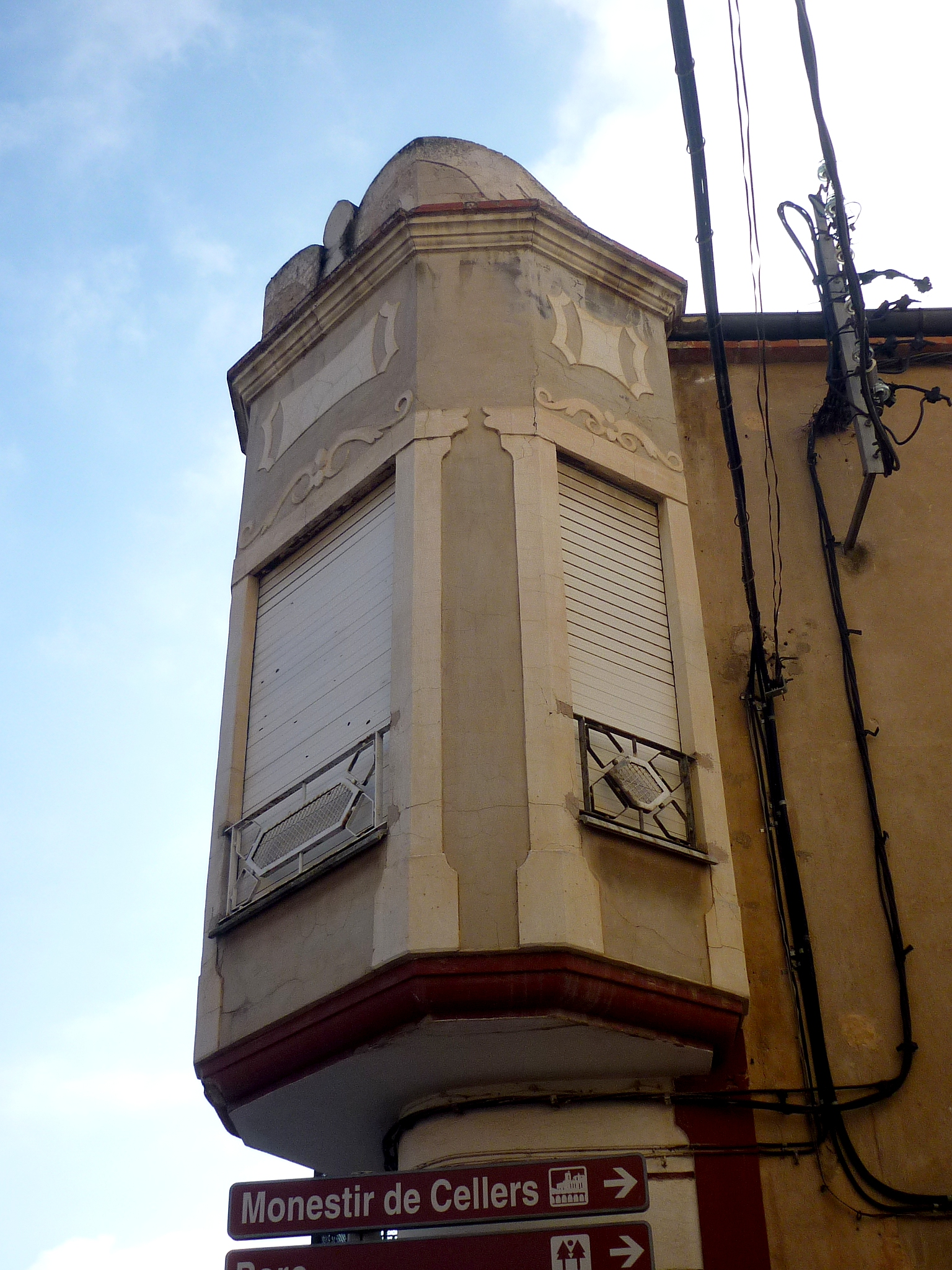
La tribuna

A la planta baixa apareix una porta rectangular d'accés amb lluernari, i dues portes més grans per on s'entrava a una discoteca actualment tancada. Arran de la instal·lació d'aquesta discoteca als baixos de l'edifici, les motllures de les portes es van pintar amb un color granat molt estrident i les franges de pedra horitzontals que travessen la façana es van pintar de color blanc. Al primer pis podem veure-hi dues portes balconeres rectangulars emmarcades amb una motllura llisa i decoracions sinuoses, amb els seus respectius balcons i baranes de forja. La façana del segon pis l'ocupen dues finestres rectangulars amb la mateixa motllura que al pis inferior.
Aquest edifici s'encapçala amb un cos de línies ondulants, més alt al centre que als laterals, dins el qual podem llegir la data "1953".
Però una de les parts més interessant de Cal Birrotes és la galeria que presenta a la cantonada. Aquesta galeria té tres cares idèntiques amb obertures rectangulars i la mateixa motllura llisa que a la resta de l'edifici. Igualment es remata amb un cos ondulat amb perfil de volutes.
La façana lateral no presenta cap mena d'interès.